# Silvio Cesare Bonicelli
Silvio Cesare Bonicelli (Bergamo, 31 de marzo de 1932 – Bergamo, 6 de marzo de 2009) fue un obispo católico, titular de la diócesis de Parma desde su nombramiento por parte de papa Juan Pablo II el 13 de diciembre de 1996 hasta su retiro el 19 de enero de 2008.
Bonicelli se licenció en derecho en 1954 en la Universidad Católica del Sagrado Corazón de Milán. Fue ordenado sacerdote el 16 de junio de 1962. 
El 2 de septiembre de 1991 el papa Juan Pablo II lo nombra obispo de la San Severo, sucediendo a Carmelo Cassati. El 19 octubre recibe su ordenación episcopal por parte del arzobispo Andrea Mariano Magrassi, los co-consagrantes, el arzobispo Gaetano Bonicelli y el obispo Angelo Paravisi. Durante la misma celebración, toma posesión de la diócesis. En honor a su experiencia alpina, que había dejado una profunda huella en él, eligió como lema episcopal el lema del 5º Regimiento Alpino: "Nec videar dum sim" (No parecer, sino ser).
El 13 de diciembre de 1996 el papa Juan Pablo II lo nombra obispo de la Parma, sustituyendo a Benito Cocchi. El 25 de enero de 1997 toma posesión de la diócesis. Fue miembro de la Comisión Episcopal para los Problemas Sociales y del Trabajo, la Justicia, la Paz y la Protección de la Creación de la Conferencia Episcopal Italiana, así como delegado para los Problemas Sociales y Laborales de la Conferencia Episcopal de Emilia-Romaña. El 4 de diciembre de 2005 abrió las celebraciones del jubileo de la catedral de Parma con motivo del noveno centenario de su consagración por el papa Pascual II en 1106.
El 19 de enero de 2008 el papa Benedicto XVI acepta su renuncia, a causa del límite de su edad y le sucede Enrico Solmi, del clero de Modena-Nonantola. Es nombrado administrador apsotólico hasta el ingreso de su sucesor el 30 de marzo de 2008.